# FNNニュース555 ザ・ヒューマン
『FNNニュース555 ザ・ヒューマン』（エフエヌエヌニュースごうごうごう ザ・ヒューマン）およびその週末版『FNNニュース ザ・ヒューマン』は、1997年3月31日から1998年3月29日までフジテレビ系列（FNN）で放送されていたニュース番組である。キャッチフレーズは「人として聞きたい」「人として伝えたい」。

## 概要
- 『FNNスーパータイム』の後継番組で、フジテレビの本社機能が東京都新宿区河田町から現在の港区台場へ移転した直後の番組改編の際に鳴り物入りでスタートし、フジテレビも力を入れて番組作りをした[1]。

- 当番組以降、『FNNスーパータイム』とは違い、テロップやスタジオに番組ロゴが出ているため、系列局のタイトル差し替えは極力避けている。その一方で2025年4月現在も日曜は富山テレビ・石川テレビ（『中日新聞テレビ日曜夕刊』→『北陸中日新聞日曜夕刊』→『北陸中日新聞サンデーNews』）・東海テレビ（『中日新聞テレビ日曜夕刊』）とタイトルを差し替えている。

- この番組から、フジテレビと一部地域のFNN系列局では、現在の『Live News イット!』に至るまで、夕方ニュース枠においての時刻表示を実施している。

- また、放送開始翌日には系列局のさくらんぼテレビ、高知さんさんテレビが開局し、本番組から、夕方ニュース枠は、正式にFNN全国28局で放送されることになった[注釈 1]。

- 平日版のタイトルには、午後5時55分開始であることを意味する「555」が入っている。そのため、開始時刻が異なる週末版には「555」が入らなかった[注釈 2]。また、平日版も特別編成により17時55分開始とならない場合には『FNNニュース ザ・ヒューマン』と題して放送されていた。

- しかし、初回の放送は笠井・笹栗の両メインキャスターの滑舌が悪く、ちぐはぐになったり、進行を勘違いしてそのままCMに入ってしまう場面があるなど幸先の良いスタートとは言えないものだった。また、生活情報や親しみやすさを掲げていた他局とは違い、それらを排除した硬派な特集を売りにしたことが受け入れられなかったのか、視聴率は同時間帯トップレベルの『ニュースプラス1』（日本テレビ）、『JNNニュースの森』（TBSテレビ）に大きく水をあけられていた。ただ、本番組と同時期に始まったテレビ朝日の『スーパーJチャンネル』にだけは視聴率で大きく上回っていた[注釈 3]。しかし、結果としては『プラス1』や『ニュースの森』の牙城を崩すことが出来ず1年の短命[注釈 4]に終わり、放送期間は前番組『スーパータイム』の12年半を大きく下回る結果となった[注釈 5]。笠井は番組終了後、平日朝の情報・ワイドショー番組『ナイスデイ』の総合司会に就任し、その翌年にスタートした後継番組『情報プレゼンター とくダネ!』のサブ司会兼メインアシスタント→ニュースデスクを2019年9月27日に降板、フジテレビを退社するまで21年半、平日朝のワイドショー番組にレギュラー出演した。

## 出演者
- 肩書きは出演当時のもの。特記の無い人物は出演当時のものを含め全員フジテレビアナウンサー。
- コメンテーターと松岡以外の人物は全期間通して出演。
- ○印の人物は『FNNスーパータイム』からの続投。
- ●印の人物は『FNNスーパーニュース』および同番組の週末版『FNNスーパーニュースWEEKEND』にも続投。

### 平日版

#### メインキャスター
- 笠井信輔
- 笹栗実根（当時フジテレビ報道局記者）
  - 2人の若々しい風貌から、報道局では「七五三コンビ」と呼ばれていた。

#### コメンテーター
- 植草一秀（野村総合研究所主任エコノミスト）
- ほか

#### スポーツコーナー担当
- 笠井信輔
- 八木沼純子○●（プロフィギュアスケーター）
- 松岡修造●（スポーツキャスター） - 1997年10月から1998年3月まで不定期出演。

#### お天気コーナー担当
- 三井良浩●（フジテレビ報道局所属の気象予報士） - 担当コーナーのタイトルは「三井さんの体感お天気」。

### 週末版

#### メインキャスター
- 川端健嗣
- 木幡美子●
ともに土曜日の『FNNスピーク』を兼務。

#### スポーツコーナー担当
- 富永美樹●

#### お天気コーナー担当
- 岩谷忠幸○●（気象予報士） - 担当コーナーのタイトルは「Weekend Journey」→「岩谷さんのお天気ジャーニー」。

### 出演者不在時の代役
- 笠井の夏期休暇時には、当初は『FNNスーパータイム』時代の末期と同様に堺正幸（『FNNスピーク』を兼務）が代理を務めていた。しかし、この時笹栗は堺とやりにくかったそうで、その後の不在時には福原直英が代理を務めていた。
- 笹栗の夏期休暇時には、近藤サト（『FNNスピーク』を兼務）が代理を務めていた。
- 川端の夏期休暇時（1997年9月第4週）には、智田裕一が代理を務めていた。
- 木幡の夏期休暇時（1997年9月第3週）には、阿部知代（『産経テレニュースFNN』を兼務）が代理を務めていた。

### その他
- 1997年7月26日・27日放送の『真夏の27時間ぶっ通しカーニバル』の特番ゾーンとして放送された時は、週末担当の川端と当時『LOVE LOVE あいしてる』のレギュラーであった篠原ともえがキャスターを担当した。

## 放送時間
以下、日本時間（JST）で表記。
- 平日 17:55 - 19:00
  - 全国枠は17:55 - 18:20まで。
- 土曜 18:00 - 18:30
  - 全国枠は18:00 - 18:20まで。
- 日曜 17:30 - 18:00
  - 全国枠は17:30 - 17:50まで。

## FNN系列地方局における番組名
- かつて、『FNNスーパータイム』時代には最後まで独自の番組タイトルを使い続けていた福島テレビと関西テレビとテレビ大分も、本番組からはフジテレビ発の全国ニュースに合わせたタイトルを用いるようになった（ただし日曜版に関しては、一部の局はその後も独自タイトルでのネットを続けていた）。

- これにより、全国ニュース枠でフジテレビの担当キャスターが番組タイトルを口にしたり、タイトルロゴを表示したりといった演出も可能になった。しかし、NHK総合テレビで放送されていた夕方ワイドニュース『イブニングネットワーク』のような放送対象地域を思うように付けることが出来ないため、現在は地域ごとに異なる番組名で放送されている。

| 放送局名                                   | 番組名 |
| ------------------------------------------ | --- |
| CX フジテレビ （基幹・報道部番組制作局）   | 平日：FNNニュース555 ザ・ヒューマン 週末：FNNニュース ザ・ヒューマン |
| uhb 北海道文化放送                         | 平日：uhbニュース555 ザ・ヒューマン北海道 FNN / ホクレンお天気アイズ 週末：FNNニュース ザ・ヒューマン |
| mit 岩手めんこいテレビ                     | mitザ・ヒューマン FNN（平日は17:50 - ） |
| OX 仙台放送                                | 平日：ほっとチャンネル（1997年1月6日から同年9月26日まで、17時台のみ） / FNN仙台放送ザ・ヒューマン（平日は17:54.45 - ） 週末：FNN仙台放送ザ・ヒューマン |
| AKT 秋田テレビ                             | 平日：FNNザ・ヒューマンあきた（17:50 - ） 週末：FNNザ・ヒューマンあきた / お天気ダイアリー→ザ・ヒューマンあきたスーパー |
| SAY さくらんぼテレビ                       | 平日：FNN SAYニュース555 ザ・ヒューマン（17:54.45 - ） 週末：FNN SAYニュース ザ・ヒューマン ※1997年4月1日開局だが、番組初回・3月31日のサービス放送最終日もネット。 |
| FTV 福島テレビ                             | 平日：17:25 テレポート525 / 17:55 FTVニュース555 テレポート ザ・ヒューマン / 18:55 お天気リポート 土曜：18:00FNN FTVニュース テレポート ザ・ヒューマン / 18:55お天気リポート 日曜：FNN FTVニュース テレポート ザ・ヒューマン |
| NST 新潟総合テレビ（現:NST新潟総合テレビ） | 平日：FNN NSTニュース555 ザ・ヒューマン（17:54.30 - ） 週末：FNNニュース ザ・ヒューマン（全国） / NSTニュースコーナー・天気予報（ローカル） |
| NBS 長野放送                               | FNN NBSザ・ヒューマン（『ヤン坊マー坊天気予報』も含む、平日は17:50 - ） |
| SUT テレビ静岡                             | 平日：17:54.45 FNNテレビ静岡ザ・ヒューマン / 18:55 HOT6 GOGO 週末：FNNテレビ静岡ザ・ヒューマン |
| BBT 富山テレビ                             | 平日：BBTザ・ヒューマン（17:30 - 17:55） （FNN BBTザ・ヒューマン）（17:55 - 19:00） 土曜：FNN BBTザ・ヒューマン 日曜：中日新聞テレビ日曜夕刊 FNN（ザ・ヒューマン終了後も2025年3月30日まで『FNN北陸中日新聞 日曜夕刊』、2025年4月6日から『北陸中日新聞サンデーNews』として放送中） |
| ITC 石川テレビ                             | 平日・土曜：FNN石川テレビザ・ヒューマン 日曜：中日新聞テレビ日曜夕刊 FNNザ・ヒューマン終了後も2025年3月30日まで『FNN北陸中日新聞 日曜夕刊』、2025年4月6日から『北陸中日新聞サンデーNews』として放送中） |
| FTB 福井テレビ                             | FNN福井テレビザ・ヒューマン |
| THK 東海テレビ                             | 平日：FNN東海テレビザ・ヒューマン（17:54.45 - ） 土曜：FNN東海テレビザ・ヒューマン 日曜：中日新聞テレビ日曜夕刊 FNN（ザ・ヒューマン終了後も放送中） |
| KTV 関西テレビ                             | 平日：アタック ザ・ヒューマン（17:54.15 - ） 週末：FNNニュース ザ・ヒューマン ※関西テレビでは、『アタック600』（日曜日のみ『アタック530』）の後番組として、平日のローカル枠（18:20 - 19:00）をこのタイトルで放送していた。しかし、平日全国ネット枠（18:20まで）と週末はフジテレビと同一タイトルで放送していた。 ※独自のスポーツコーナーを放送していたため、フジテレビのスポーツコーナーはネットしていなかった（長野オリンピック開催期間中のみネット）。 |
| TSK 山陰中央テレビ                         | FNN TSKザ・ヒューマン |
| OHK 岡山放送                               | 平日：OHKニュース555 ザ・ヒューマン FNN（17:54.30 - ） 週末：OHKニュース ザ・ヒューマン FNN |
| tss テレビ新広島                           | 平日：tss FNNザ・ヒューマン（17:54.45 - ） 週末：tss FNNザ・ヒューマン |
| EBC テレビ愛媛                             | 平日：17:55 EBCザ・ヒューマン FNN / 18:55 天気予報 週末：EBCザ・ヒューマン FNN |
| KSS 高知さんさんテレビ                     | SUNSUNザ・ヒューマン FNN（平日は17:54.30 - ） ※1997年4月1日開局 |
| TNC テレビ西日本                           | 平日：TNC NEWS ザ・ヒューマン（17:54:45 - ） / 18:55 とべとべホークス 週末：TNC NEWS ザ・ヒューマン FNN |
| sts サガテレビ                             | FNN stsザ・ヒューマン（平日は17:50 - ） |
| KTN テレビ長崎                             | 平日：テレビみゅ〜で / KTNザ・ヒューマン FNN / 天気予報 週末：KTNザ・ヒューマン FNN |
| TKU テレビ熊本                             | 平日：FNN TKUニュース5:50 ザ・ヒューマン（17:50 - ） 週末：FNN TKUニュース ザ・ヒューマン |
| TOS テレビ大分                             | TOSザ・ヒューマン FNN / あしたのお天気（平日は17:54 - ） |
| UMK テレビ宮崎                             | FNN UMKニュース ザ・ヒューマン |
| KTS 鹿児島テレビ                           | 平日：17:25 ゆうやけマガジン / 17:55 FNN KTSニュース ザ・ヒューマン 週末：FNN KTSニュース ザ・ヒューマン |
| OTV 沖縄テレビ                             | 平日：FNN OTVニュース555 ザ・ヒューマン 週末：FNN OTVニュース ザ・ヒューマン |

## 逸話
- 本番組は、長年主にワイドショーなど情報番組畑を歩んできた笠井がアンカーを務めた唯一の報道番組である。後年の笠井の回想によると、本番組の前年まで担当していた『THE WEEK』の司会を降板させられるも「リポーターとして番組に残ってほしい」と情報番組部門の幹部に告げられ反発したことから情報番組の担当を全て外されるも、その一件を聞いた報道局スタッフの計らいで前番組『スーパータイム』のリポーターに起用されたことが、本番組のメインに抜擢される一因となったという[2][注釈 6]。
- 番組が放送された1997年は、同年3月11日に発生した動燃東海事業所火災爆発事故に起因する動燃の一連の不祥事を連日伝えていた。ある日の放送において、動燃関連のニュースで笠井は「もはや動燃に言葉はありません」とコメントを添えて締めたが、その後、番組構成上のトラブルが発生し、その間を埋めるために動燃のニュースを繰り返す事態となり、前述のコメントを繰り返し添えて締め続ける異常事態となった。後年、笠井はこの一件について『男おばさん』内のフリートークで、共に司会を務める軽部真一からこの事に触れられ「言葉が無いのなら何回も伝えるのはおかしいだろ」と嘲笑され、「ヒューマンが1年で終わったのは、あの対応のまずさが大きかったんだと思う」と回顧した。